# Königliche Jagdhütte (Schönbuch)

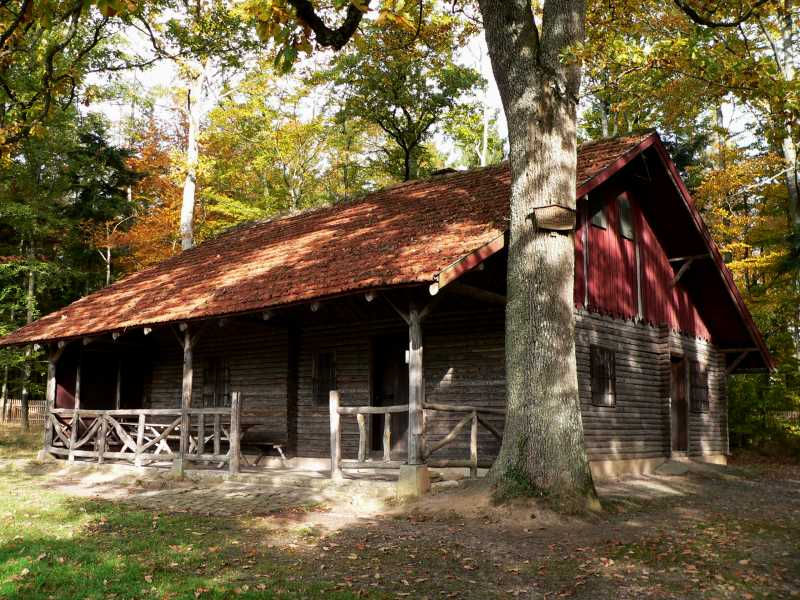
Königliche Jagdhütte

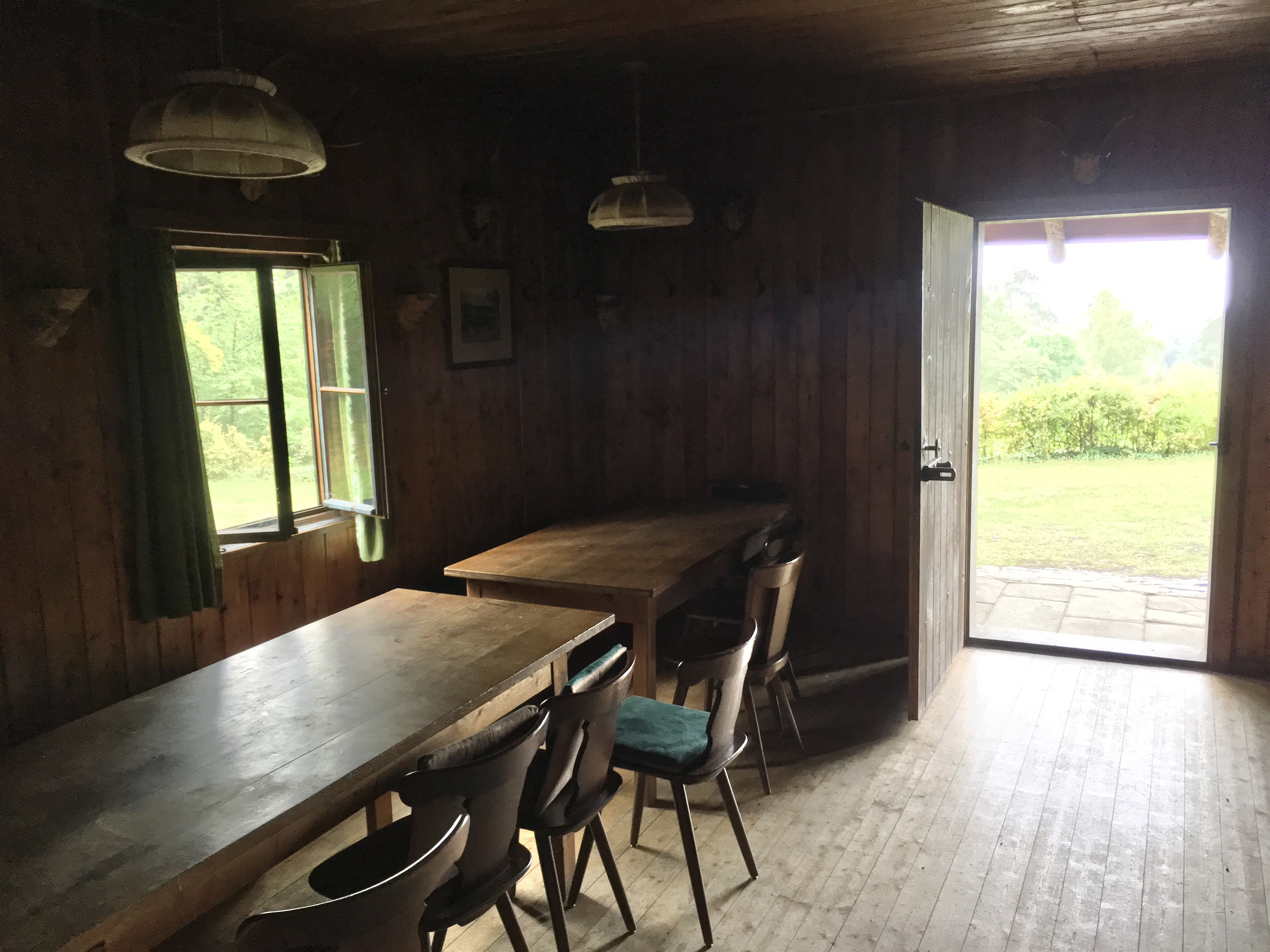
Der sehr einfach ausgestattete Innenraum während der Besichtigung anlässlich des Tag des offenen Denkmals am 8. September 2019.

Die Königliche Jagdhütte im Schönbuch wurde 1888 auf der Hochebene des Steingart auf Breitenholzer Markung auf Wunsch des damaligen Thronfolgers, Prinz Wilhelm, des späteren württembergischen Königs Wilhelm II., als geräumiges Blockhaus erbaut. Sie ist in die Liste der Kulturdenkmale in Ammerbuch eingetragen.

## Baubeschreibung
Der königliche Oberförster Münst schrieb über die Königliche Jagdhütte in der Revierchronik: "Die Hütte – eine Blockhütte nach Schweizer Stil – enthält ein hübsches Wohnzimmer für den Prinzen selbst, ein Vorzimmer, welches zugleich Küche ist, einen Keller, Pferdestall, eine Wagenremise. Die Hütte, welche heizbar ist, ist einfach, aber hübsch möbliert und mit Hirschgeweihen dekoriert." Es gab sogar ein königliches Plumpsklo, das heute noch vorhanden ist. Die Hütte fiel wohl bewusst bescheiden aus, weil sich der auf Sparsamkeit bedachte Prinz nicht dem Vorwurf aussetzen wollte, er habe zu viel Geld ausgegeben. Die Hütte war über längere Zeit gesellschaftlicher Mittelpunkt des jagdlichen Geschehens. Bisher verfügt die Jagdhütte weder über Strom- noch Wasseranschluss und wird mit Gaslampen beleuchtet. Außen unter dem Vordach befinden sich Tische und Bänke. Die Aussicht geht gegen Süden über das Ammer- und Neckartal hinweg zum Rammert und zur Schwäbischen Alb. Die Hütte ist mit einer niedrigen Hecke umfriedet.

## Geschichte
Die Jagdhütte war ein Lieblingsort des Königs, der seine Regierungsgeschäfte bequem vom Schönbuch aus führen konnte, denn über den Postbotenweg erhielt er Nachrichten und Verpflegung aus dem Jagdschloss in Bebenhausen. In den Sommermonaten hielt sich auch König Wilhelms enger Freund und Oberjägermeister Detlev von Plato regelmäßig mit seiner Familie in der Klostermühle in Bebenhausen auf und war häufiger Gast auf der Jagdhütte und bei Jagdgesellschaften des Königs. Ins Gästebuch eingetragen hat sich 1893 Kaiser Wilhelm II., als auch die Kaiserlinde gepflanzt wurde. Neben der Jagdhütte steht die sogenannte Signaleiche; der gleichnamige Vorgänger dieses Baumes stand außerhalb der jetzigen Einzäunung. Flaggensignale der Signaleiche konnten von der Wurmlinger Kapelle aus beobachtet werden. Die Hochebene war zu der Zeit teilweise mit niedrigen Buchen bestanden, die zur Fütterung der Pferde genutzt wurden, der Weg trägt seither den Namen Futterbuchenweg, dazu gab es Koppeln für die Pferde.
Nach der Abdankung Königs Wilhelm II. blieb die Hütte im Staatsbesitz und wurde weiter bei Jagden genutzt. Im Gästebuch sind weiterhin Jagden und Feste verzeichnet, jetzt mit Forstleuten, Waldarbeitern und Jägern mit deren Gästen. Häufiger Gast war später auch Bundeskanzler Kurt Georg Kiesinger, der nicht selten an Wochenenden Politik von der königlichen Jagdhütte aus betrieb. Einmal wurde die Jagdhütte vom amerikanischen Außenminister Warren Christopher besucht. Während der Treibjagden im Schönbuch wird die Jagdhütte gewöhnlich genutzt, ist jedoch außer bei speziellen Anlässen nicht allgemein zugänglich.
Heute ist die Hütte ein Ziel für Wanderer. Sie können die Aussicht genießen und sich bei Regen unter dem Vordach aufhalten. In der Nähe befindet sich eine befestigte Feuerstelle mit Tischen und Bänken.